# Відмова (техніка)
Відмо́ва (у техніці) — подія, яка полягає у втраті об'єктом здатності виконувати потрібну функцію, тобто у порушенні працездатного стану об'єкта, що настає при досягненні граничного стану який полягає в досягненні вектором параметрів границі області працездатних станів.

## Характеристики відмов
1. За типом відмови поділяються на:
- відмови функціювання (виконання основних функцій об'єктом припиняється, наприклад, поломка зубів шестерні);
- відмови параметричні (певні параметри об'єкту змінюються в недопустимих межах, наприклад, втрата точності верстату).

2. За своєю природою відмови можуть бути:
- випадкові, обумовлені непередбаченими перевантаженнями, дефектами матеріалу, помилками персоналу або збоями системи керування тощо;
- систематичні, обумовлені закономірними і неминучими явищами, що викликають поступове накопичення ушкоджень: втома матеріалу, зношування, старіння, корозія тощо

Оскільки час настання відмови T є величина випадкова, то імовірність відмови {\displaystyle Q(t)} — імовірність того, що випадкова величина Т набуде значення, меншого або рівного t, де t — час, за який визначається показник надійності, тобто імовірністю відмови (англ. probability of refuse) називається імовірність того, що за певних умов експлуатації в заданому інтервалі часу виникне хоча б одна відмова:
{\displaystyle Q(t)=P(T\leq t)}.

## Прояви відмов
За характером появи відмови бувають:
- раптові — відмова, яку неможливо передбачити попередніми дослідженнями чи технічним оглядом (помилки проектування, брак, дефект, невірна експлуатація);
- поступові — відмова, спричинена поступовими змінами значень одного чи декількох параметрів об'єкта (наприклад, в результаті незворотних фізико-хімічних процесів в матеріалі — корозія, втома, повзучість, зношування).

За причинами:
- конструкційна відмова — відмова, спричинена недосконалістю чи порушенням встановлених правил і (чи) норм проектування та конструювання об'єкта;
- виробнича відмова — відмова, спричинена невідповідністю виготовлення об'єкта до його проекту чи до норм виробничого процесу;
- експлуатаційна відмова — відмова, викликана порушенням правил експлуатації (відмова через неправильне поводження, відмова через перевантаження).

За наслідками:
- критична відмова — відмова, що за оцінками може привести до травмування людей, значних матеріальних збитків чи до інших неприйнятних наслідків.